# Centro de Los Angeles

O Centro de Los Angeles (Downtown Los Angeles) é o distrito comercial e centro financeiro de Los Angeles, Califórnia, localizado perto do centro geográfico da área metropolitana. A área dispõe de muitas das principais instituições da cidade das artes e instalações esportivas, passeios turísticos, uma variedade de arranha-céus e associados grandes corporações multinacionais e uma matriz de arte pública e as oportunidades de compra única. Downtown é o centro da rede da cidade, estrada e crescente Metro sistema de trânsito rápido.

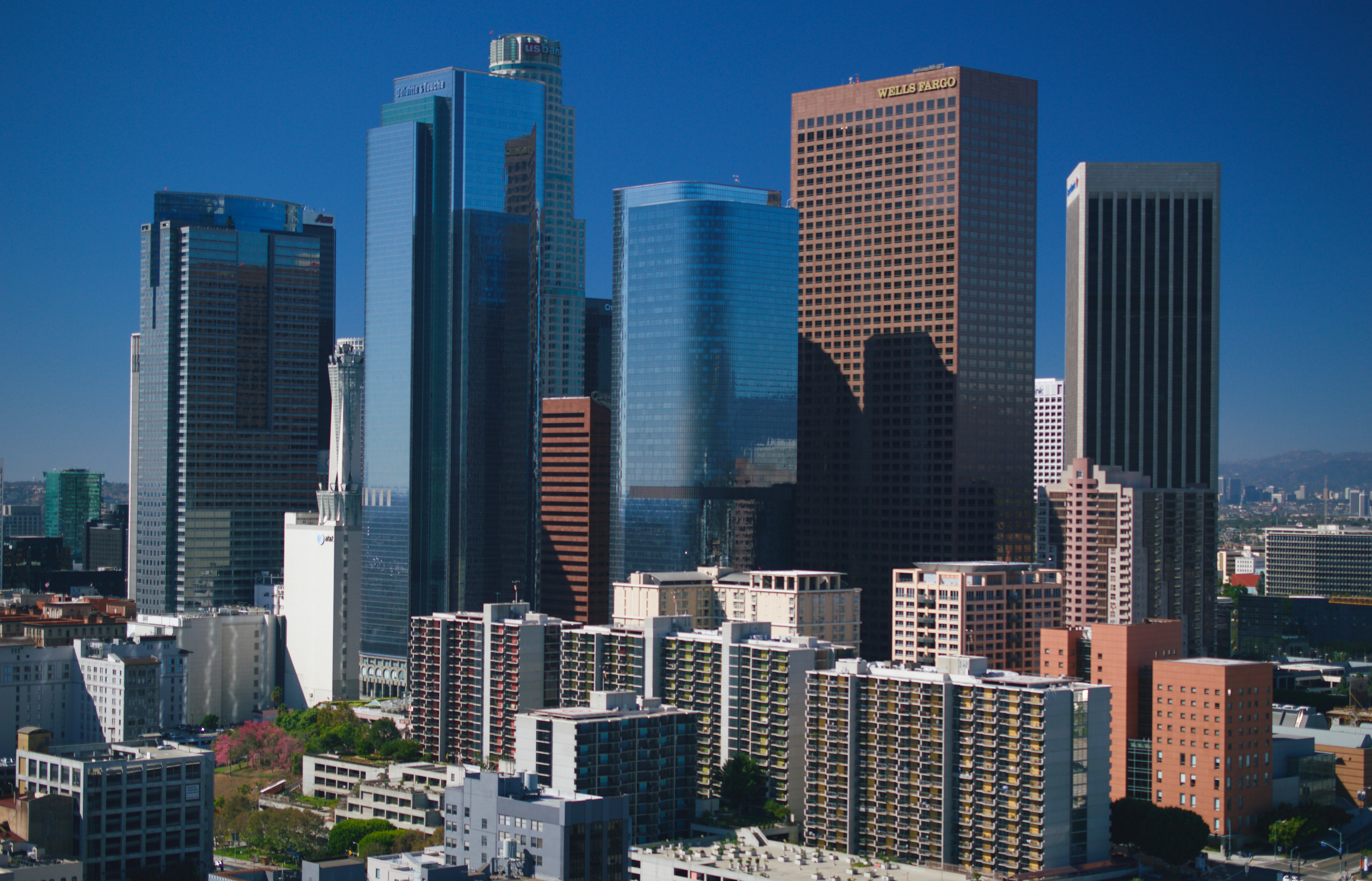
Prédios e edifícios do centro de Los Angeles, California